# Макаровський Володимир Юліанович
Макаровський Володимир Юліанович, псевдо «Чайка» (* січень 1923, с. Черемошня, тепер Золочівська міська громада, Львівська область — † 21 лютого 1946, с. Полоничі, тепер Красненська селищна громада, Золочівський район, Львівська область) — член ОУН, командант боївки Служби безпеки Глинянського районного проводу ОУН (б). 
Вістун СБ, посмертно підвищений до старшого булавного СБ. Лицар Бронзового Хреста Бойової заслуги (посмертно).

## Життєпис
Член товариства «Просвіта». У 1939—1940 навчався у фабрично-заводському училищі. З початком німецько-радянської війни брав активну участь в ОУН. У 1942—1943 начальник поліції станції Задвір'я. З 1944 року до моменту загибелі командант районної боївки СБ ОУН Глинянського району Львівської області.
Очолюючи районну боївку СБ на Глинянщині Володимир Макаровський-«Чайка» був одним із чільних працівників Служби безпеки на терені Золочівської округи ОУН. До складу боївки протягом 1944—1946 р.р. входило від 7 до 14 бойовиків. Упродовж цього часу боївкою було здійснено ряд успішних операцій проти НКВД, зокрема 8 лютого 1946 року був повністю розгромлений гарнізон у селі Полтва.

## Загибель
Володимир Макаровський загинув 21 лютого 1946 року у с. Полоничі внаслідок спецоперації Глинянського РО МВД, котра була здійснена на підставі агентурного донесення.
Після загибелі тіло Макаровського працівниками МВД доставлено до районного центру, де було заміновано й таємно закопано в околиці Глинян. 
У 1991 році після розкопок урочисто перепохований разом з іншими загиблими учасниками ОУН у Братській могилі в Глинянах на подвір'ї стародавньої церкви Успіння Пресв'ятої Богородиці.